# Channel 4
Channel 4 (Четвёртый канал) — основной телеканал, по которому вещает Телевизионная корпорация 4-го канала.

## История
Начал вещание 2 ноября 1982 года правительством Маргарет Тэтчер с целью создать культурную альтернативу BBC и ITV. В том же году была основана Телекомпания «4 канал» (Channel Four Television Company Limited), входивший в Управление независимого вещания, но в 1993 году он был выведен из неё и реорганизован в статутную корпорацию.
Первыми в эфире появились Ричард Уайтли и программа «Обратный отсчет», также в день запуска транслировался сериал Brookside.
В 1989 году Тэтчер отвергла идею о приватизации, опасаясь снижения качества программ.
В законе о связи 2003 года была подчёркнута ценность «общественной службы» Channel 4, телеканал должен предоставлять «широкий спектр высококачественных и разнообразных программ», в том числе отвечающих «вкусам и интересам культурно разнообразного общества».
Спустя несколько месяцев после получения парламентского большинства на всеобщих выборах 2015 года Дэвид Кэмерон заявил Палате общин, что он открыт для идеи «частных инвестиций» в вещательную компанию. Годом позже в ответ на слухи о том, что правительство потенциально может приватизировать канал, комитет Палаты лордов пришел к выводу, что недостатки приватизации перевешивают любые потенциальные выгоды.
Весной 2022 года правительство планировало приватизировать телеканал, надеясь выручить на этом более 1 млрд ф. с. с учётом сохранения действующей программной политики и общественного вещания. Руководство телеканала представила альтернативный план «Следующий эпизод» по предотвращению приватизации, основанный на возможности быстрого увеличения доходов от цифрового вещания, что дало бы рост программных инвестиций, сохранению стратегии по дальнейшему продвижению правительственной региональной программы «выравнивания» и увеличению финансовой гибкости. Стоимость телеканала и его активов по отраслевым оценкам варьировалась от 600 млн до 1,5 млрд ф. с. в зависимости от возможной свободы действий для владельца. Против приватизации выступил ряд парламентариев от консерваторов.

## Комментарии
1. ↑  Он же IV канал телевидения Великобритании[источник не указан 500 дней][2]